# Kaymaklı

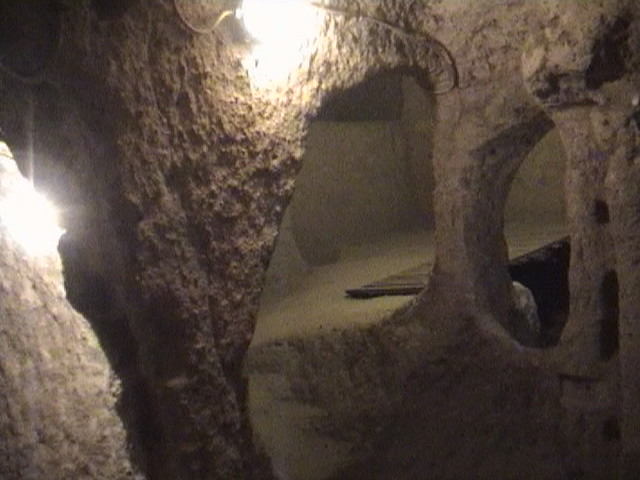
Kaymaklı

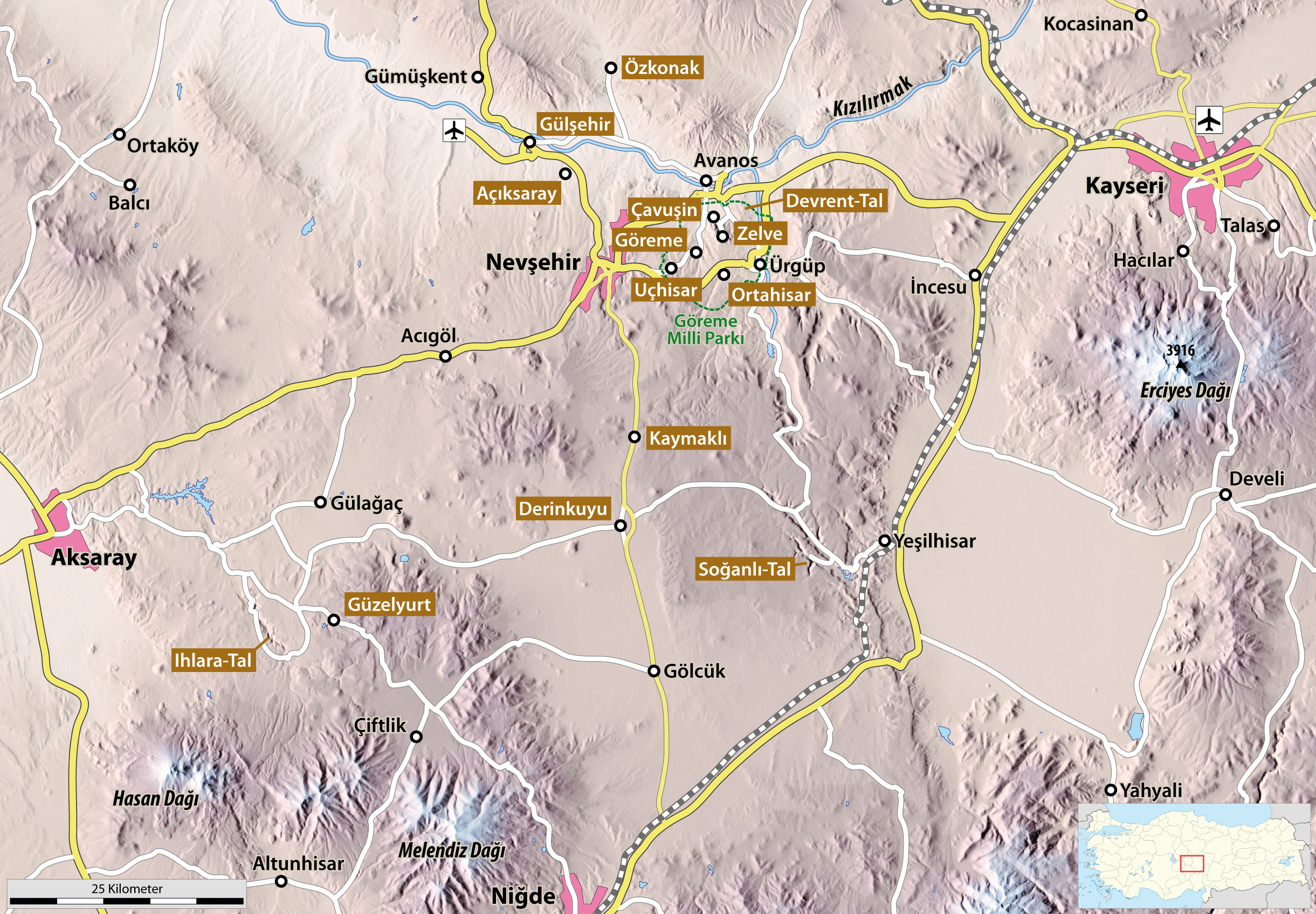
Kaymaklı und andere sehenswerte Orte in Kappadokien

Kaymaklı  ist eine unterirdische Stadt in Kappadokien beim gleichnamigen Dorf der türkischen Provinz Nevşehir. Sie ist 20 km von der Provinzhauptstadt Nevşehir entfernt.
In Kappadokien sind bis heute 36 unterirdische Städte entdeckt, von denen nur ein kleiner Teil für Besichtigungen aufbereitet ist. Das weiche und dadurch leicht zu bearbeitende Tuffgestein der kappadokischen Landschaft bietet beste Voraussetzungen für derartige Anlagen. Es wird angenommen, dass sie teilweise schon im dritten Jahrtausend v. Chr. von den Hethitern angelegt wurden. In römischer Zeit wurden sie von den urchristlichen Gemeinden ausgebaut, um Schutz vor der Verfolgung durch das römische Reich zu bieten. Sie wurden zum Teil noch 1838 als Zuflucht vor ägyptischen Truppen benutzt. Später benutzten die türkischen Bewohner die oberen, am leichtesten zugänglichen Räume als Ställe und vor allem als Lagerräume, da dort eine konstante Temperatur von sechs bis acht Grad Celsius herrscht.
Kaymaklı wurde Anfang der 1960er Jahre untersucht und dem Tourismus zugänglich gemacht. Die Anlage besteht aus acht Stockwerken, von denen fünf beleuchtet und für Besucher begehbar sind. Das oberste Stockwerk, dessen Räume höher und bequemer zu begehen waren, enthält vor allem Ställe und Lagerräume. Ein komplexes System von Tunneln führt weiter abwärts, im nächsten Stockwerk befinden sich Wohnräume, man findet einige runde, meterhohe Verschlusssteine, mit denen die Gänge versperrt wurden, und eine Kirche mit zwei Apsiden. Ein skulptierter Tuffblock in der Mitte des Raumes hatte vermutlich die Funktion eines Altars. In den Nachbarräumen sind in den Wänden Grablegen eingelassen. Ein reliefierter Granitblock im dritten Untergeschoss wurde wahrscheinlich als Schmelztiegel für Kupfer benutzt. Die nächsten beiden Stockwerke enthalten Weinpressen, Depots mit Mulden für Tongefäße, in denen Lebensmittel gelagert wurden, und eine große Gemeinschaftsküche mit Herdstellen. 
Da nicht nur die Bewohner der Stadt Sauerstoff verbrauchten, sondern auch die zur Beleuchtung angebrachten Fackeln, und auch für Rauchabzug von den Feuerstellen gesorgt werden musste, ist die gesamte Anlage mit einem äußerst durchdachten Belüftungssystem versehen, wobei sich die größeren Räume um die Luftschächte gruppieren. Schätzungen über die Zahl der Bewohner schwanken zwischen 3.000 und 15.000. In antiker Zeit soll ein Verbindungstunnel zur neun Kilometer entfernten, ähnlich großen unterirdischen Stadt von Derinkuyu existiert haben, er konnte aber noch nicht nachgewiesen werden.